# Beata Jaworska
Beata Jaworska (ur. 17 kwietnia 1994) – polska koszykarka grająca na pozycji środkowej lub silnej skrzydłowej. 
Siostra bliźniaczka Katarzyny – również koszykarki.
Od sezonu 2012 zawodniczka polskiego klubu Tauron Basket Ligi Kobiet – KSSSE AZS PWSZ Gorzów Wielkopolski.

## Osiągnięcia
Indywidualne
- Liderka w skuteczności rzutów z gry I ligi (2015)

Reprezentacja
- Uniwersjada uniwersjady (2017 – 13. miejsce)[1]